# أي تي 4
أي تي4 (بالإنجليزية: AT4)‏ (ايضآ: أي تي4) 84 ملم هو صاروخ مضاد للدروع ذو طلقة واحدة عديمة الارتداد بناها مصنع ديناميك في السويد، وحقق نجاحًا كبيرًا في المبيعات، مما يجعله واحدًا من الأسلحة المضادة للدبابات الخفيفة الأكثر شيوعًا في العالم.
مصمم لعمل بشكل فعال داخل المباني في بيئة حضرية، فأنه يهدف إلى اعطاء المشاة وحدة وسيلة تدمير أو تعطيل المدرعات والتحصينات، على الرغم من انه لا يكفي عموعآ لهزيمة دبابة قتال رئيسية حديثة، يتم تصنيع القاذفة والقذيفة في السويد.

## المواصفات
- الطول:101.6 سم
- الوزن:6.7 كجم
- القطر:84 ملم
- المدى: 300 متر
- الاختراق:400 مم

## المقذوفات
وهنالك عدة مقوذفات مختلفة ل أي تي-4 لمآ ان أي تي 4 هو سلاح طلقة واحدة.
- اج أي دي به 502(شديدة الانفجار المزدوجة الغرض)[7]

يتم استخدامها ضد الملاجئ المحصنة، المباني وافراد العدو في العراء والدروع الخفيفة، يمكن تعيين القذيفة تنفجر على الأثر أو مع انفجار تأخر قليللآ، غطاء الأنف أثقل مما يسمح لقذيفة اج أي دي به اما ان تخترق الجدران الخفيفة أو النافذة ثم تنفجر، أو تخطي بعيدآ عن الأرض لأرتطامة، يتم استخدامها ضد مدرعات الخفيفة.
- أج بي (اختراق عالي)

يملك القدرة على اختراق اضافية عالية (تصل إلى 500مم أو إلى 600مم)
- أي اس تي (مكافحة هيكل)

صمم لحرب المدن التي يلزم فيها قذيفة اثل من أي تي 4 واج دي ده به، يجمع هذه القذيفة رأس حربي حرارة مع مخروط ضحلة، مما يؤدي إلى اختراق منخفض ولكن ينتج حفرة واسعة، مع رأس حربي عالي الانفجار من خلال متابعة، يحتوي على اعدادات اثنين: واحدة لتدمير الملاجئ المحصنة، وواحدة للماوس يختبئ بنار جدار لمكافحة دخول.
- اج أي أي تي (شديد الانفجار المضاد لدبابات)

يمكن اختراق القذيفة الحرارية تصل إلى 420 م.
- أي تي8 (خرق وقود السفن)

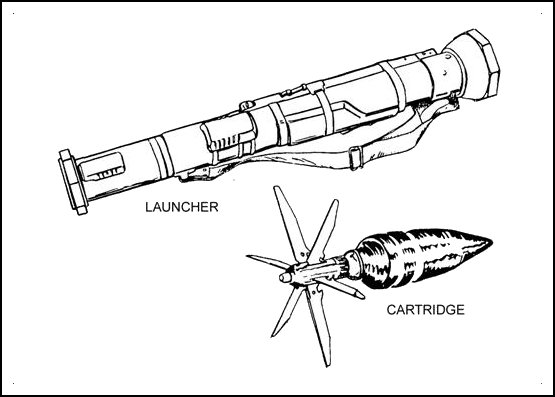

وضع نسخة من أي تي 4 حيث يتم استبدال المقذوف الحراري القياسي مع الراس الحربي ووضعت من أي وقت مضى.
- أي تي12- تي

في اوائل التسعينات كانت هناك اختبارات لأصدار 120 ملم مقابل جنبآ إلى جنب التي ستكون قادرة على اختراق الدروع من قبل أي دبابة قتال رئيسية حديثة، ومع ذلك تم إلغاء المشروع نتيجة لتفكك الاتحاد السوفيتي والتخفيضات اللاحقة في ميزانية الدفاع الغربي.

## الدول التي تستخدم ال AT4
- الأرجنتين:[11]
- البرازيل[12]
- تشيلي
- كرواتيا[12]
- الدنمارك[13]:93
- إستونيا[14]
- فرنسا[15]
- جورجيا[12]
- اليونان
- إندونيسيا
- العراق[16]
- أيرلندا[13]:139
- لاتفيا[17]
- لبنان[18]
- ليتوانيا[19]
- ماليزيا
- هولندا[20]
- الفلبين[21]
- بولندا[22]

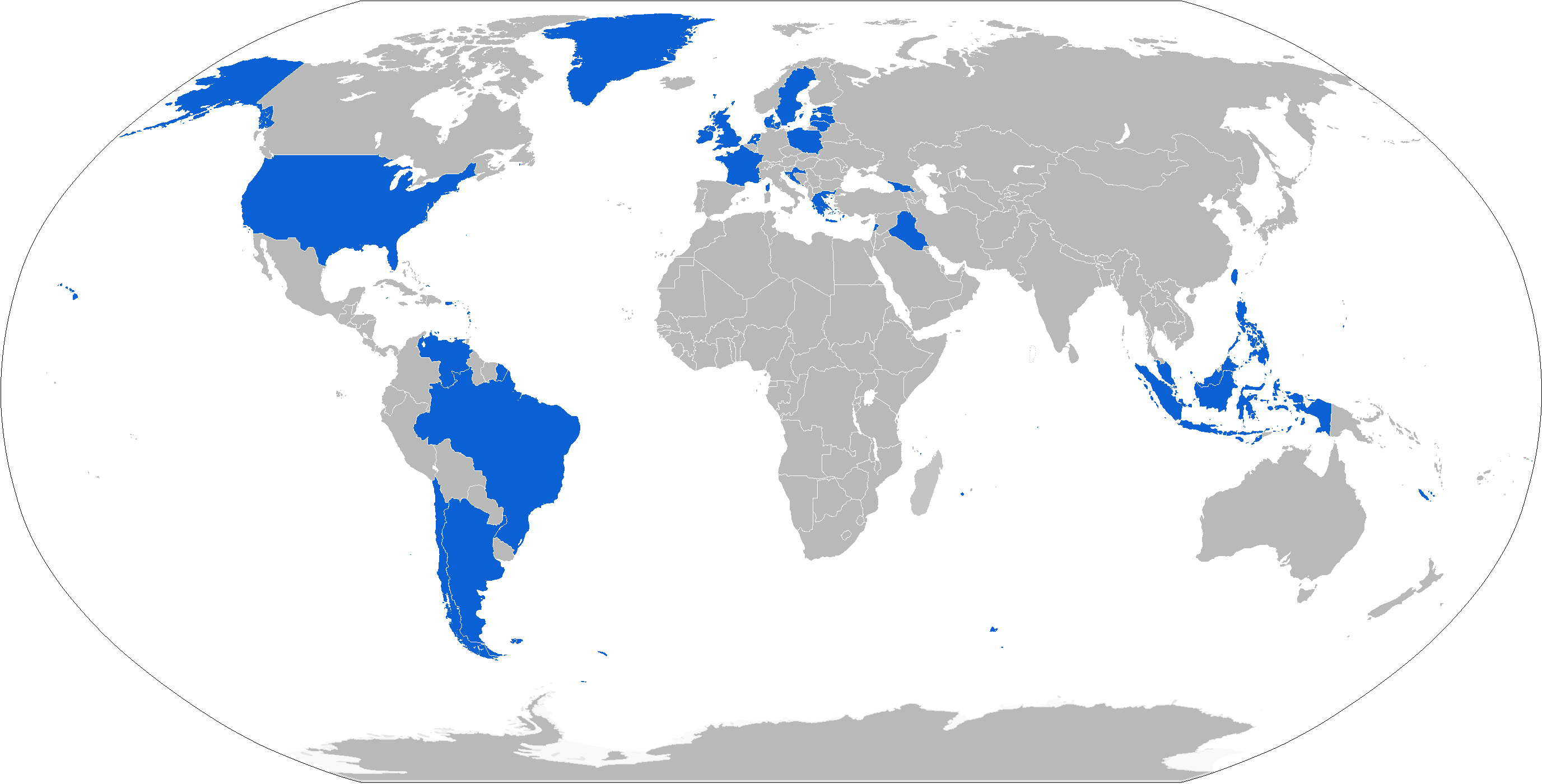
مشغلو أي تي 4 باللون الازرق

- السويد: Designated Pansarskott m86.[12]
- السويد[12]
- تايوان
- المملكة المتحدة[23]
- الولايات المتحدة[1][23][24]
- فنزويلا[12][25][25][26]

## انظر ايضآ
- تايب 69 آر بي جي
- آر بي جي -16
- آر بي جي-32
- بازوكا
- آر بي جي-6